# 英厄尔明斯特
英厄尔明斯特（荷蘭語：Ingelmunster，荷蘭語發音：[ˌɪŋəlˈmʏnstər]）是比利时弗拉芒大區西佛兰德省鲁瑟拉勒区的一个市镇，通行荷蘭語，是弗拉芒社群的一部分，面积16.43平方千米，人口10,928人（2018年1月1日）。